# Tracheplexia viridisparsa
Tracheplexia viridisparsa är en fjärilsart som beskrevs av Emilio Berio 1939. Tracheplexia viridisparsa ingår i släktet Tracheplexia och familjen nattflyn. Inga underarter finns listade i Catalogue of Life.